# Operação Liberdade Duradoura

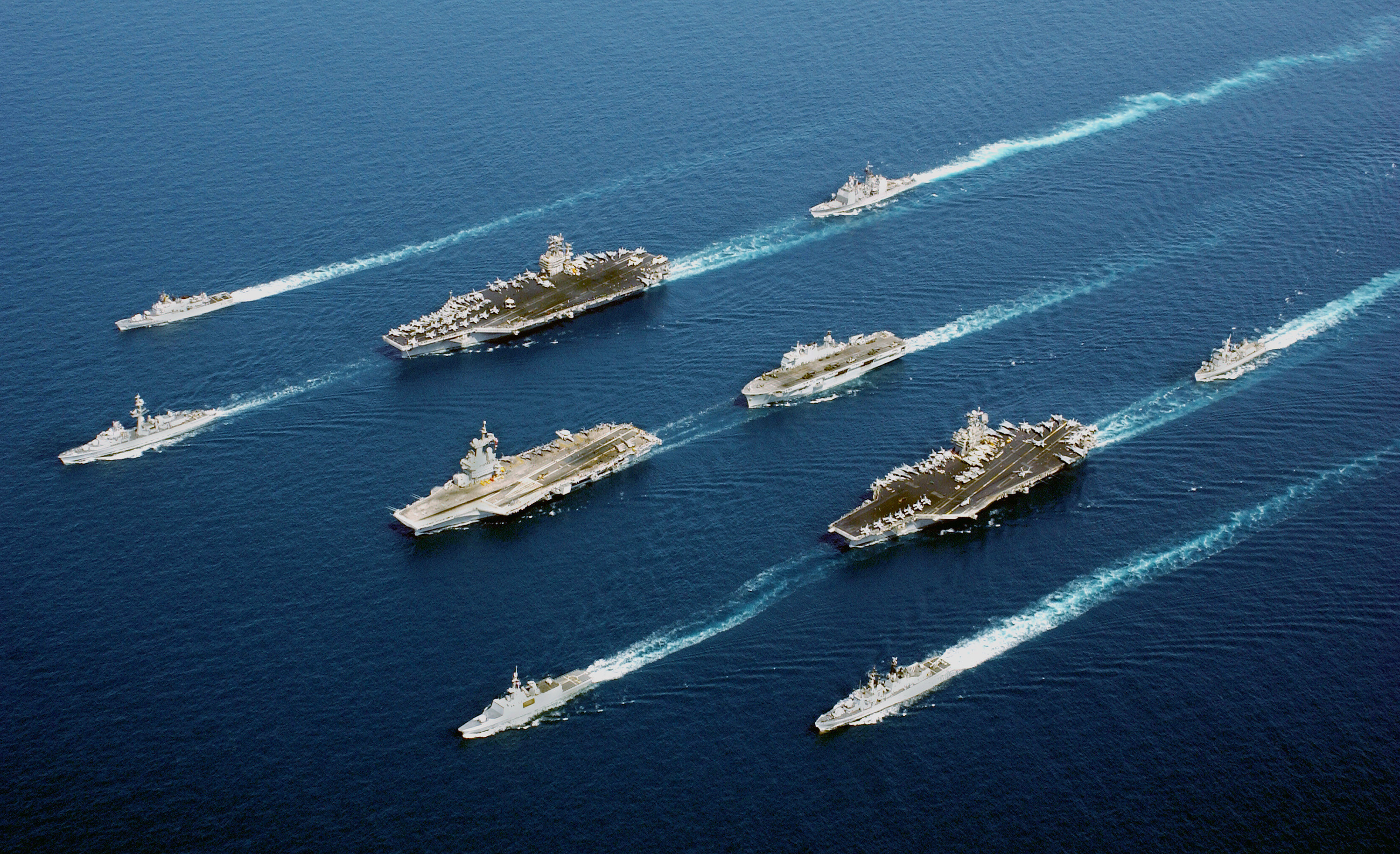
Barcos e porta-aviões de cinco países (Estados Unidos, Reino Unido, França, Itália e Países Baixos) durante a Operação no Mar de Omã.

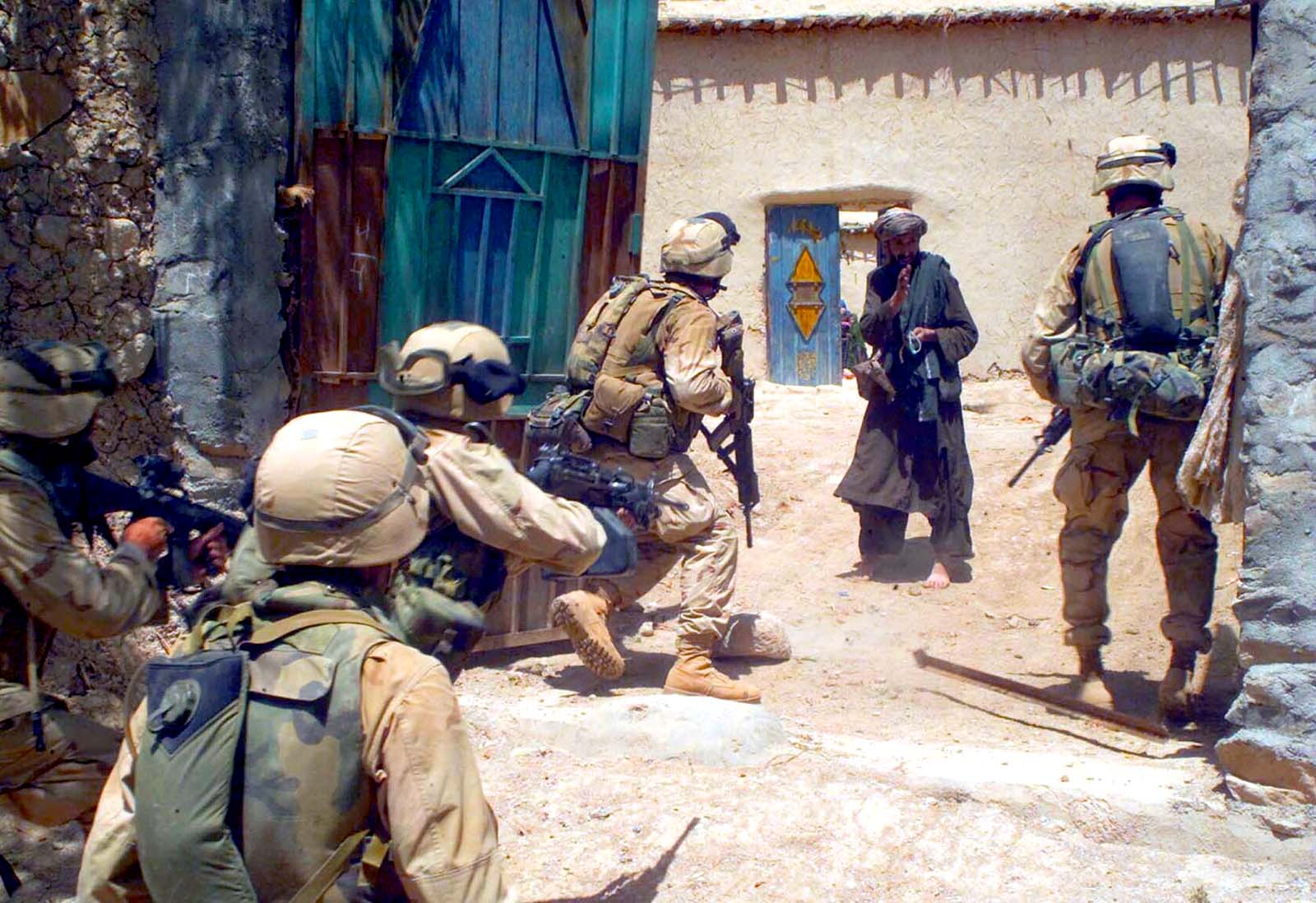
Militares americanos em operação no Afeganistão.

A Operação Liberdade Duradoura (em inglês:  Operation Enduring Freedom, OEF) foi a resposta militar do Governo dos Estados Unidos da América aos Ataques de 11 de Setembro de 2001.
O principal alvo na oportunidade foi o Afeganistão.
A operação foi desdobrada em novas missões:
1. Operação Liberdade Duradoura - Afeganistão (OEF-A)
2. Operação Liberdade Duradoura - Filipinas (OEF-P) (oficialmente "Operation Freedom Eagle")
3. Operação Liberdade Duradoura - Chifre da África (OEF-HOA)
4. Operação Liberdade Duradoura - Trans Saara (OEF-TS)[2]
5. Operação Liberdade Duradoura - Quirguistão
6. Operação Liberdade Duradoura - Pankisi Gorge

Em dezembro de 2014, após treze anos, o presidente Barack Obama anunciou o fim da Operação Liberdade Duradoura no Afeganistão (onde a maioria dos combates aconteciam). As ações militares americanas na região, daí em diante, seriam pontuais e as forças militares ocidentais teriam um papel de apoio, sob codinome Operação Sentinela da Liberdade.
Entre 2001 e 2016, cerca de 2437 soldados americanos foram mortos em combate durante a Operação Liberdade Duradoura, sendo 2414 no Afeganistão, 17 nas Filipinas, 4 na Nigéria e 2 na Somália. Também morreram 456 britânicos, 158 canadenses, 89 franceses, 57 alemães, 53 italianos, 34 espanhóis, 2 portugueses e 200 de outras nações como Dinamarca, Geórgia e Polônia. Somente no Afeganistão, até 2015, mais de 72 mil guerrilheiros ligados a grupos terroristas islamitas foram mortos em ações militares da OTAN e seus aliados.